# Un jour au cirque
Pour plus de détails, voir Fiche technique et Distribution.
Un jour au cirque (At the Circus) est un film américain, réalisé par Edward Buzzell, sorti sur les écrans en 1939, et dont les interprètes principaux sont les Marx Brothers.

## Synopsis
Goliath, l'homme fort du cirque et le petit mannequin, le petit professeur Atom, sont les complices du méchant John Carter qui tente de reprendre le Wilson Wonder Circus. Julie Randall exécute un numéro de cheval dans le cirque. Dans le wagon du train de cirque, Goliath et Atom assomment Jeff Wilson, le petit ami de Julie, et volent 10 000 $, somme que Jeff doit à Carter.
L'ami de Jeff et employé de cirque, Tony, appelle l'avocat Cheever Loophole pour s'occuper de la situation. Les choses se compliquent quand il voit le Goliath musclé, et n'aboutit nulle part avec le petit professeur Atom. Afin d'aider Wilson, il tente d'abord d'obtenir l'argent caché de la petite amie de Carter, Peerless Pauline, mais échoue. Tony et Punchy recherchent l'argent dans la cabine de Goliath dans le train du cirque, mais sans succès.
Loophole fait appel à la riche tante de Jeff, Mme Dukesbury, et la pousse à payer 10 000 $ pour le Wilson Wonder Circus afin de divertir le Newport 400, à la place d'une performance du chef français Jardinet et de son orchestre symphonique. Le public est ravi du cirque. Quand Jardinet arrive, Loophole, qui a aussi retardé le Français en l'impliquant dans une dénonciation calomnieuse, dispose du chef d'orchestre et de son orchestre en les faisant jouer sur un kiosque flottant au bord de l'eau.
Tony et Punchy coupent la corde d'amarrage pendant que l'orchestre joue le prélude à l'acte 3 du Lohengrin de Wagner. Pendant ce temps, Carter et ses hommes de main tentent de brûler le cirque, mais sont contrariés par Loophole, Tony et Punchy, ainsi que seul témoin du vol, Gibraltar le gorille, qui récupère également l'argent de Wilson.

## Fiche technique
- Titre : Un jour au cirque
- Titre original : At the Circus
- Réalisation : Edward Buzzell

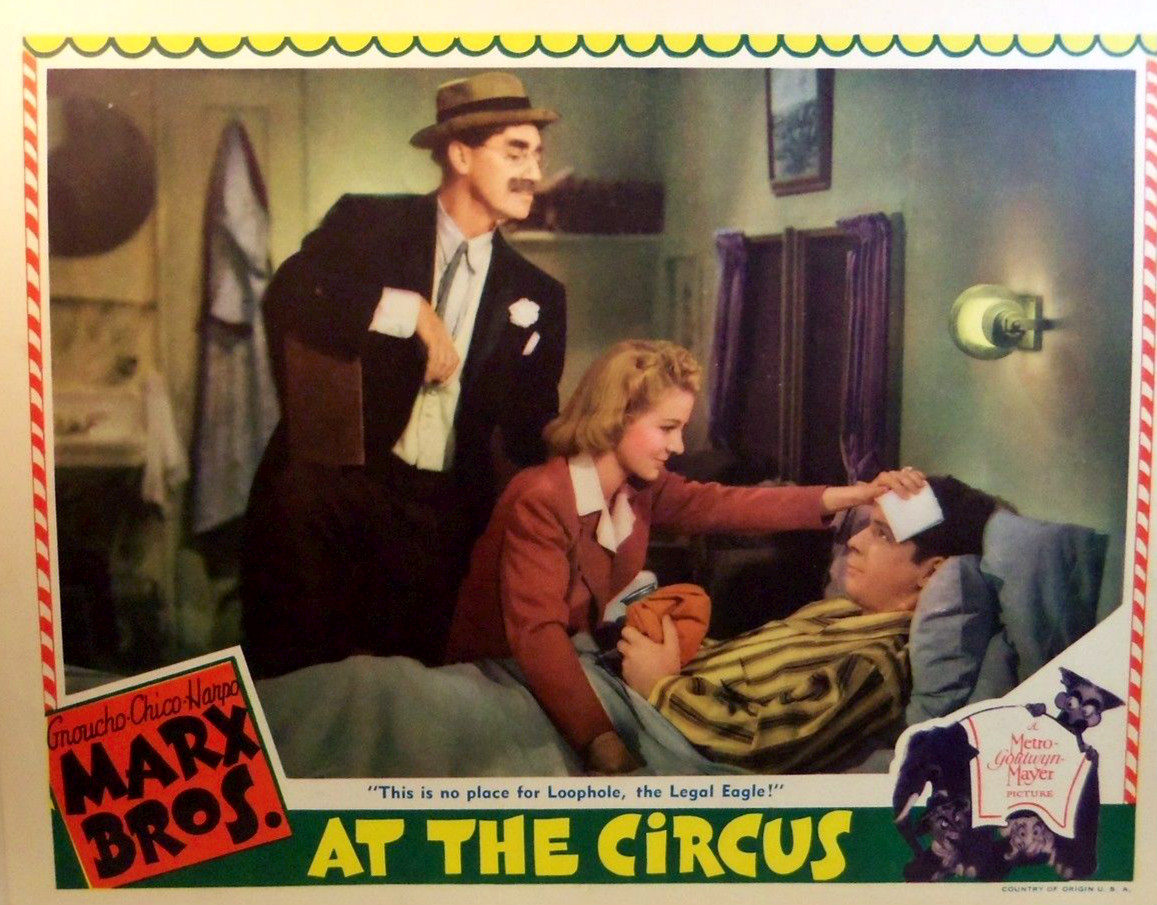
Carte promotionnelle du film.

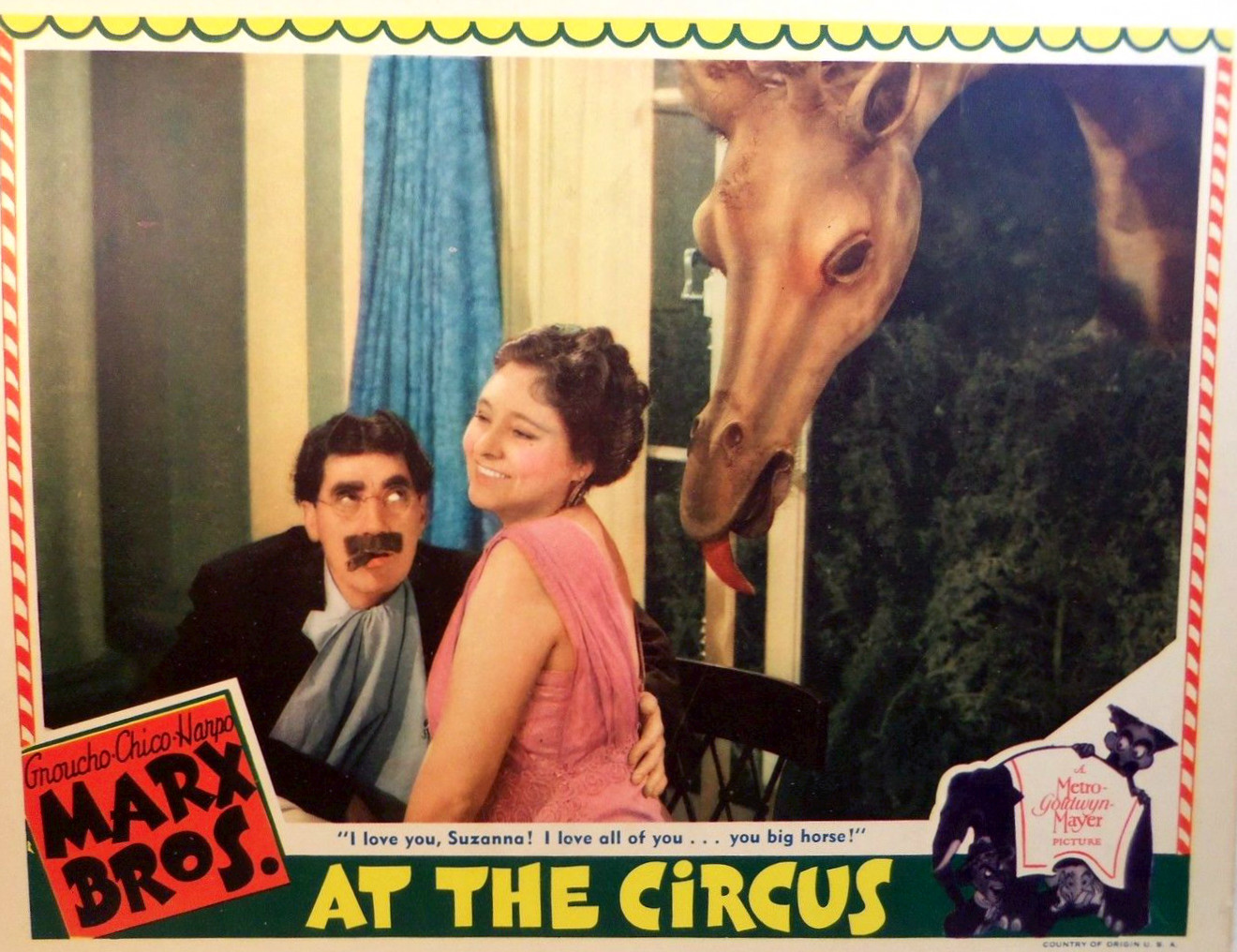
Autre carte promotionnelle du film.

- Scénario : Irving Brecher et Buster Keaton (non crédité)
- Production : Mervyn LeRoy pour Metro-Goldwyn-Mayer
- Photographie : Leonard Smith
- Montage : William H. Terhune
- Direction artistique : Cedric Gibbons
- Décors : Edwin B. Willis
- Costumes : Dolly Tree et Valles
- Pays d'origine : États-Unis
- Genre : Comédie burlesque
- Durée : 87 minutes
- Format : Noir et blanc - 35 mm - 1,37:1 - Son : Mono (Western Electric Sound System)
- Dates de sortie :
  - États-Unis : 20 octobre 1939
  - France : 4 août 1948

## Distribution
- Groucho Marx : l'avocat Loophole
- Chico Marx : Antonio
- Harpo Marx : 'Punchy'
- Kenny Baker : Jeff Wilson
- Florence Rice : Julie Randall

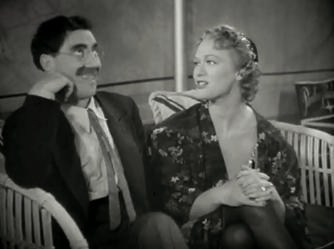
Groucho Marx avec Eve Arden.

- Margaret Dumont : Mme Dukesbury, tante de Jeff
- Eve Arden : Pauline Peerless
- James Burke : John Carter
- Nat Pendleton : Goliath
- Jerry Maren : Petit Professeur Atom
- Barnett Parker : Whitcomb, valet de Mme Dukesbury
- Fritz Feld : Jardinet

Acteurs non crédités :
- Dudley Dickerson : un interprète du numéro Swingali
- Charles Gemora : Gibraltar, le singe
- John George : le nain au dîner
- Lillian Randolph : une interprète du numéro Swingali

## Voix françaises
- Fred Pasquali  (Chico Marx)
- Leonce Corne  (Groucho Marx)
- Maurice Pierrat  (Kenny Baker)
- Michel Gudin  (Irving Bacon)